# Бекманн, Миккель
Ми́ккель Бе́кманн (дат. Mikkel Beckmann; род. 24 октября 1983[…], Вирум, Копенгаген) — датский футболист. Выступал на позициях полузащитника и нападающего. С 2007 по 2011 год провёл 7 матчей за сборную Дании.

## Клубная карьера
Профессиональную карьеру Миккель Бекманн начал в 2003 году в клубе первого дивизиона (вторая по силе лига датского футбола) «Брёнсхёй». Через год футболист перешёл в «Люнгбю»; лучшим достижением Бекманна в этот период его карьеры стало возвращение двукратных чемпионов Дании в элитный дивизион в 2007 году. 31 августа 2008 года, после того как «Люнгбю» по итогам сезона 2007/08 не смог сохранить прописку в Суперлиге, Бекманн заключил четырёхлетний контракт с клубом «Раннерс». Бекманн выступал за «Раннерс» до лета 2011 года, затем полтора сезона играл за «Норшелланн».
В 2013 году Бекманн являлся игроком кипрского АПОЭЛа. Летом того же года он перешёл в шведский клуб «Эльфсборг», за который выступал до конца 2014 года. В 2015 году Бекманн сыграл 9 матчей за датский клуб «Хобро», в котором в 32 года завершил игровую карьеру.

## Карьера в сборной
В августе 2004 года Миккель Бекманн получил вызов в молодёжную сборную Дании, но тогда дебютировать в футболке сборной футболисту не удалось.
В январе 2008 года тренер главной национальной сборной Мортен Ольсен вызвал Миккеля Бекманна на серию неофициальных матчей сборной. Игра футболиста произвела впечатление на тренерский штаб национальной команды и через месяц, в феврале 2008 года, состоялся дебют Миккеля в сборной — он принял участие в товарищеском матче с командой Словении.
В мае 2010 года Мортен Ольсен обнародовал список игроков, вызванных в сборную Дании на чемпионат мира. В списке была и фамилия Миккеля Бекманна.

## Статистика

### Матчи Бекманна за сборную Дании
| Матчи Бекманна за сборную Дании | Матчи Бекманна за сборную Дании | Матчи Бекманна за сборную Дании | Матчи Бекманна за сборную Дании | Матчи Бекманна за сборную Дании | Матчи Бекманна за сборную Дании |
| ------------------------------- | ------------------------------- | ------------------------------- | ------------------------------- | ------------------------------- | ------------------------------- |
| №                               | Дата                            | Соперник                        | Счёт                            | Голы Бекманна                   | Соревнование                    |
| 1                               | 6 февраля 2008                  | Словения                        | 2:1                             | —                               | Товарищеский матч               |
| 2                               | 26 марта 2008                   | Чехия                           | 1:1                             | —                               | Товарищеский матч               |
| 3                               | 27 мая 2010                     | Сенегал                         | 2:0                             | —                               | Товарищеский матч               |
| 4                               | 1 июня 2010                     | Австралия                       | 0:1                             | —                               | Товарищеский матч               |
| 5                               | 5 июня 2010                     | ЮАР                             | 0:1                             | —                               | Товарищеский матч               |
| 6                               | 14 июня 2010                    | Нидерланды                      | 0:2                             | —                               | Чемпионат мира 2010             |
| 7                               | 15 ноября 2011                  | Финляндия                       | 2:1                             | —                               | Товарищеский матч               |

Итого: 7 матчей / 0 голов; 3 победы, 1 ничья, 3 поражения.

## Достижения
- Чемпион Кипра: 2012/13
- Обладатель Кубка Швеции: 2013/14